# 農業部林業及自然保育署新竹分署
林業及自然保育署新竹分署為中華民國農業部林業及自然保育署的地區林政機關，掌管新北市、桃園市、新竹縣、新竹市以及苗栗縣地區的國有林班地及區外保安林地。
管理的事業區有烏來、大溪、竹東、大湖、南庄、大安溪等6個事業區，合計面積為149,200公頃，加上原台灣省政府林班地以及民國92年前由地方政府代管之區外保安林班地，合計面積為18,157公頃；再加上原財政部國有財產署所轄管林業用地2,660公頃，以上合計總轄管面積為170,017公頃。

## 沿革[2]
- 1926年，成立新竹出張所。
- 1943年，更名為新竹山林事務所。

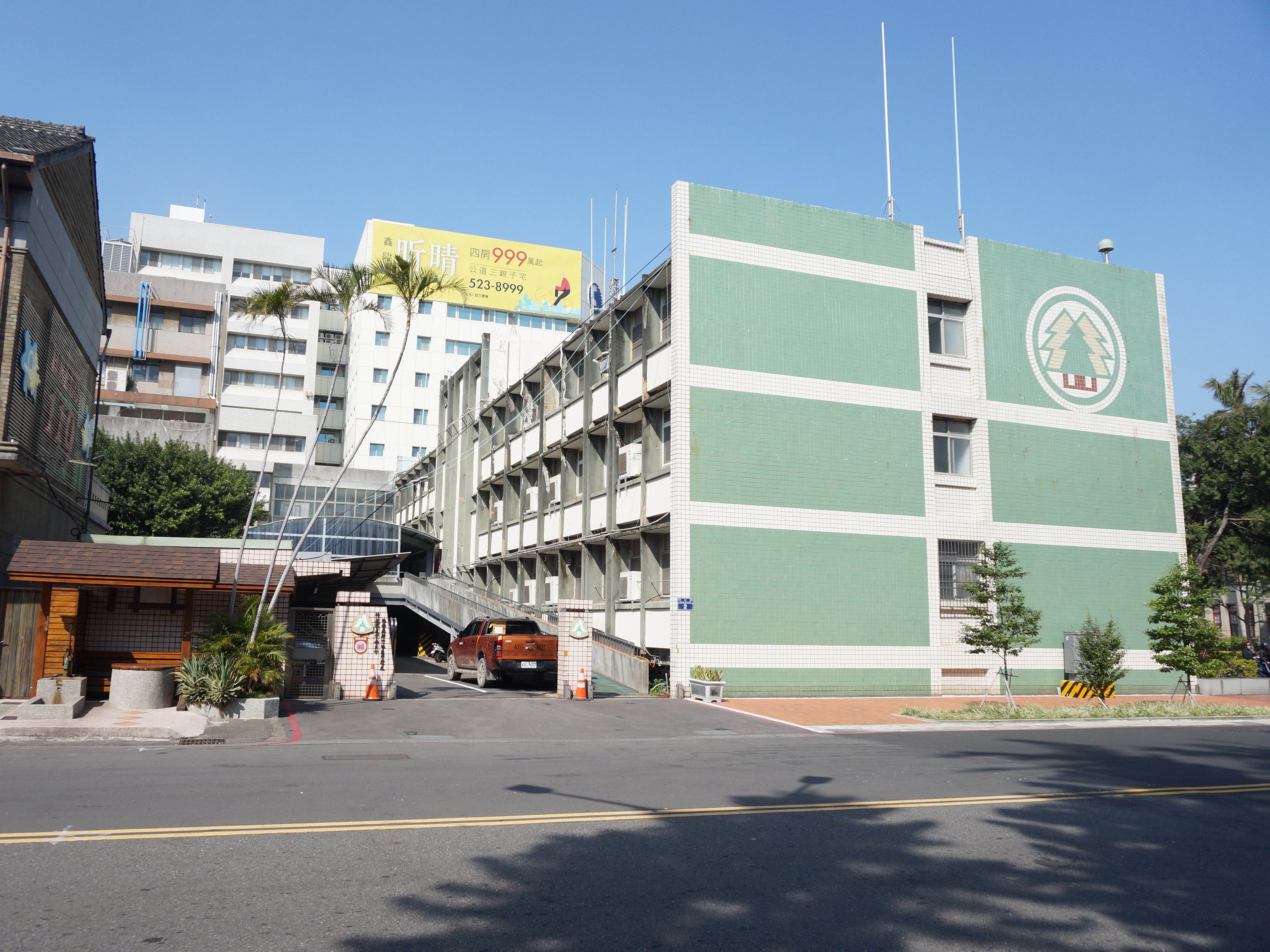
新竹林區管理處大樓

- 1946年中華民國接管臺灣後隔年，改組為新竹山林管理所，隸屬於台灣省行政長官公署農林處林務局。
- 1947年9月，臺灣省政府將臺灣省各地的山林管理所改由臺灣省政府農林處林務科直轄。
- 1948年，林務科撤銷，原業務併回林產管理局。
- 1949年，劃歸新竹縣政府管理。
- 1950年，再改回隸屬林產管理局。
- 1960年，改組更名為臺灣省政府農林廳林務局竹東林區管理處。
- 1989年，更名為臺灣省政府農林廳林務局新竹林區管理處。
- 1999年精省後，林務局改隸行政院農業委員會，更名為行政院農業委員會林務局新竹林區管理處。
- 2023年8月，隨著林務局改制為農業部林業及自然保育署，更名為農業部林業及自然保育署新竹分署。

## 組織
- 分署長
- 副分署長
  - 秘書

業務單位
- 森林管理科
- 集水區治理科
- 經營企劃科
- 森林育樂科
- 自然保育科

行政單位
- 秘書室
- 人事室
- 主計室
- 政風室

現場作業單位
| 工作站     | 地址                       | 電話        | 傳真        |
| ---------- | -------------------------- | ----------- | ----------- |
| 烏來工作站 | 新北市烏來區溫泉街86巷20號 | 02-26617712 | 02-26616408 |
| 大溪工作站 | 桃園市大溪區復興路51號     | 03-3882038  | 03-3873532  |
| 竹東工作站 | 新竹縣竹東鎮林森路40號     | 03-5966296  | 03-5962270  |
| 大湖工作站 | 苗栗縣大湖鄉民生路127號    | 03-7991009  | 03-7990815  |
| 三峽工作站 | 新北市三峽區中山路14號     | 02-26711008 | 02-26737533 |

## 業務

### 自然保育
森林遊樂區
- 滿月圓國家森林遊樂區
- 內洞國家森林遊樂區
- 東眼山國家森林遊樂區
- 拉拉山國家森林遊樂區
- 觀霧國家森林遊樂區

自然保留區
- 插天山自然保留區
- 苗栗三義火炎山自然保留區
- 拉拉山國有林自然保護區
- 雪霸自然保護區
- 棲蘭野生動物棲息環境
- 觀霧寬尾鳳蝶野生動物棲息環境

國家步道系統
- 馬拉邦國家森林步道
- 大霸尖山登山步道
- 巴福越嶺古道
- 東滿國家步道
- 霞喀羅國家步道

風景區
- 獅頭山風景區

### 治山
林道
新竹分署現有管轄林道共有16條，全長248.5公里。
- 桶後林道
- 達觀山林道
- 東眼山林道
- 大鹿林道本線
- 大鹿林道東線
- 羅山林道上線及下線
- 司馬限林道
- 大湖溪林道
- 內洞林道
- 水田林道
- 東河林道
- 大湳林道
- 大坪林道
- 八卦力林道
- 蓬萊林道

## 外部連結
- （繁體中文）（英文）新竹林區管理處 （页面存档备份，存于）